# Mephitis
Mephitis là một chi động vật có vú trong họ Chồn hôi, bộ Ăn thịt. Chi này bao gồm hai loài và phân bố tại vùng Bắc Mỹ.
- Chồn hôi sọc (Mephitis mephitis)
- Chồn hôi đội mũ (Mephitis macroura)

## Hình ảnh

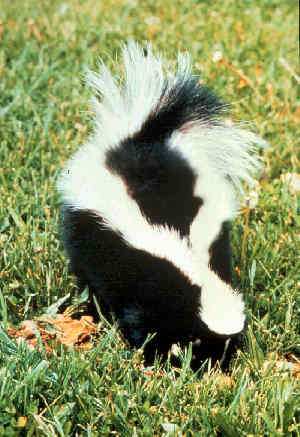
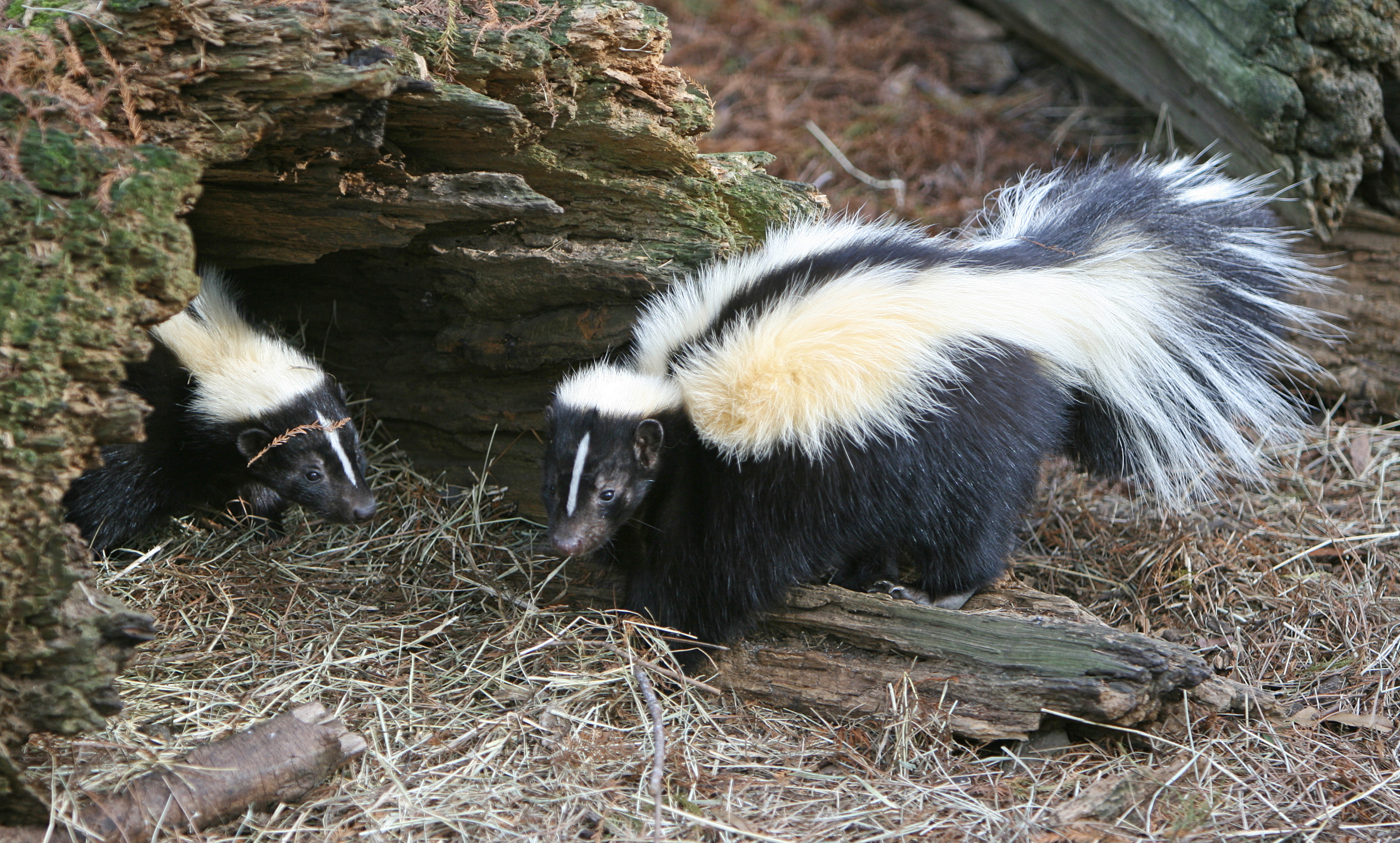
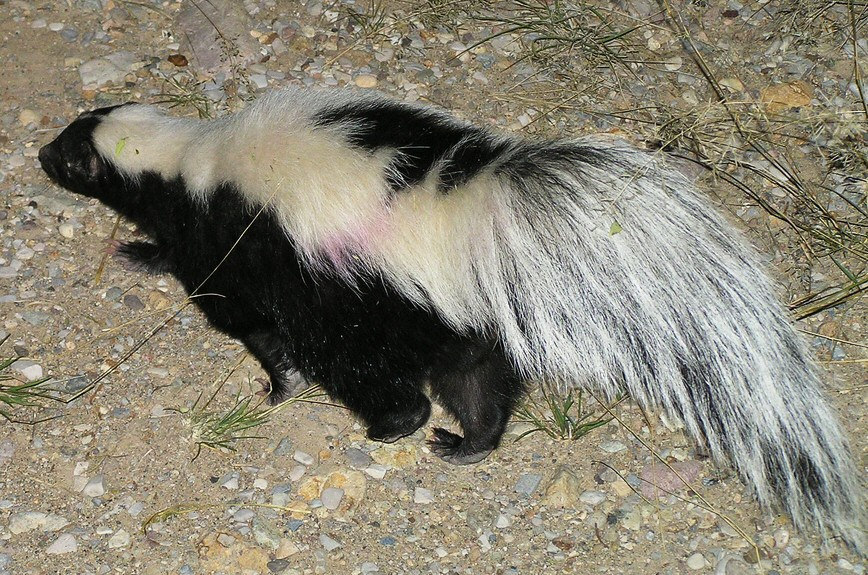
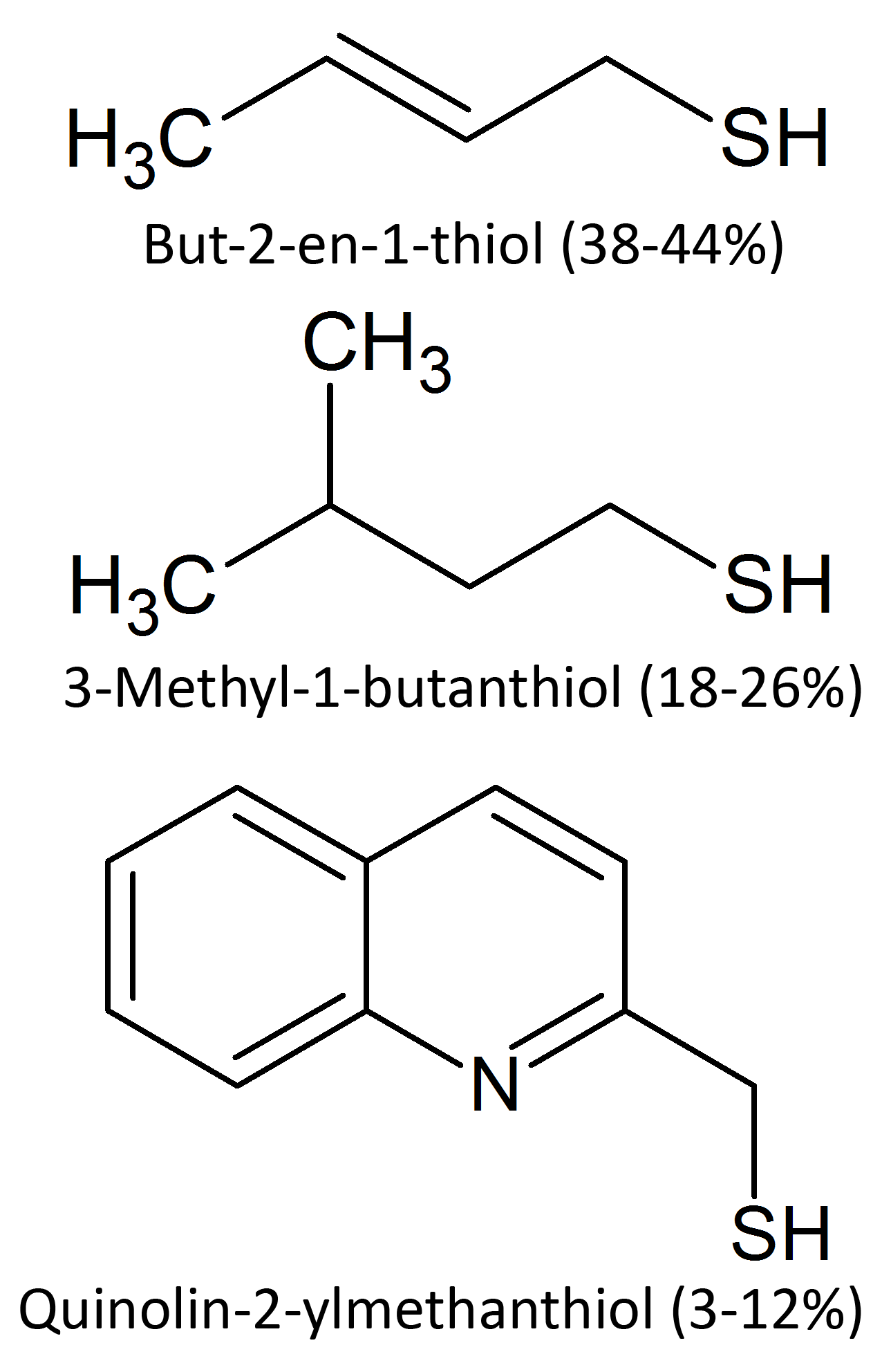